# Manoir de Brango
Le manoir de Brango est situé à Ploërmel en France.

## Localisation
Le manoir est situé sur le territoire de la commune de Ploërmel, au lieu-dit Brango , dans le département du Morbihan en région Bretagne.

## Description
Le manoir est une ancienne métairie noble, édifice à un étage carré datant de la première moitié du XVIIe siècle. Toiture à longs pans ; pignon couvert. Escalier en hors-œuvre : escalier à vis sans jour.

## Historique
Le manoir est inscrit à l'inventaire général du patrimoine culturel.